# Anthuridae
Famille
Les Anthuridae sont une famille d'isopodes marins.

## Liste des genres
Selon World Register of Marine Species (4 avril 2024) :
- Amakusanthura Nunomura, 1977
- Anthura Leach, 1814
- Apanthura Stebbing, 1900
- Apanthuroides Menzies & Glynn, 1968
- Apanthuropsis Poore & Lew Ton, 1985
- Caenanthura Kensley, 1978
- Cetanthura Kensley, 1982
- Chelanthura Poore & Bardsley, 1990
- Cortezura Schultz, 1977
- Cyathura Norman & Stebbing, 1886
- Exallanthura Kensley, 1980
- Haliophasma Haswell, 1881
- Indanthura Pillai & Eapen, 1966
- Leipanthura Poore, 2009
- Malacanthura Barnard, 1925
- Mesanthura Barnard, 1914
- Nemanthura Wägele, 1981
- Notanthura Monod, 1927
- Pendanthura Menzies & Glynn, 1968
- Pilosanthura Wägele, 1989
- Ptilanthura Harger, 1878
- Quantanthura Menzies & George, 1972
- Sauranthura Poore & Kensley, 1981
- Skuphonura Barnard, 1925
- Stygocyathura Botosaneanu & Stock, 1982
- Tinggianthura Chew, Rahim & bin Haji Ross, 2014
- Apanthuretta Wägele, 1981

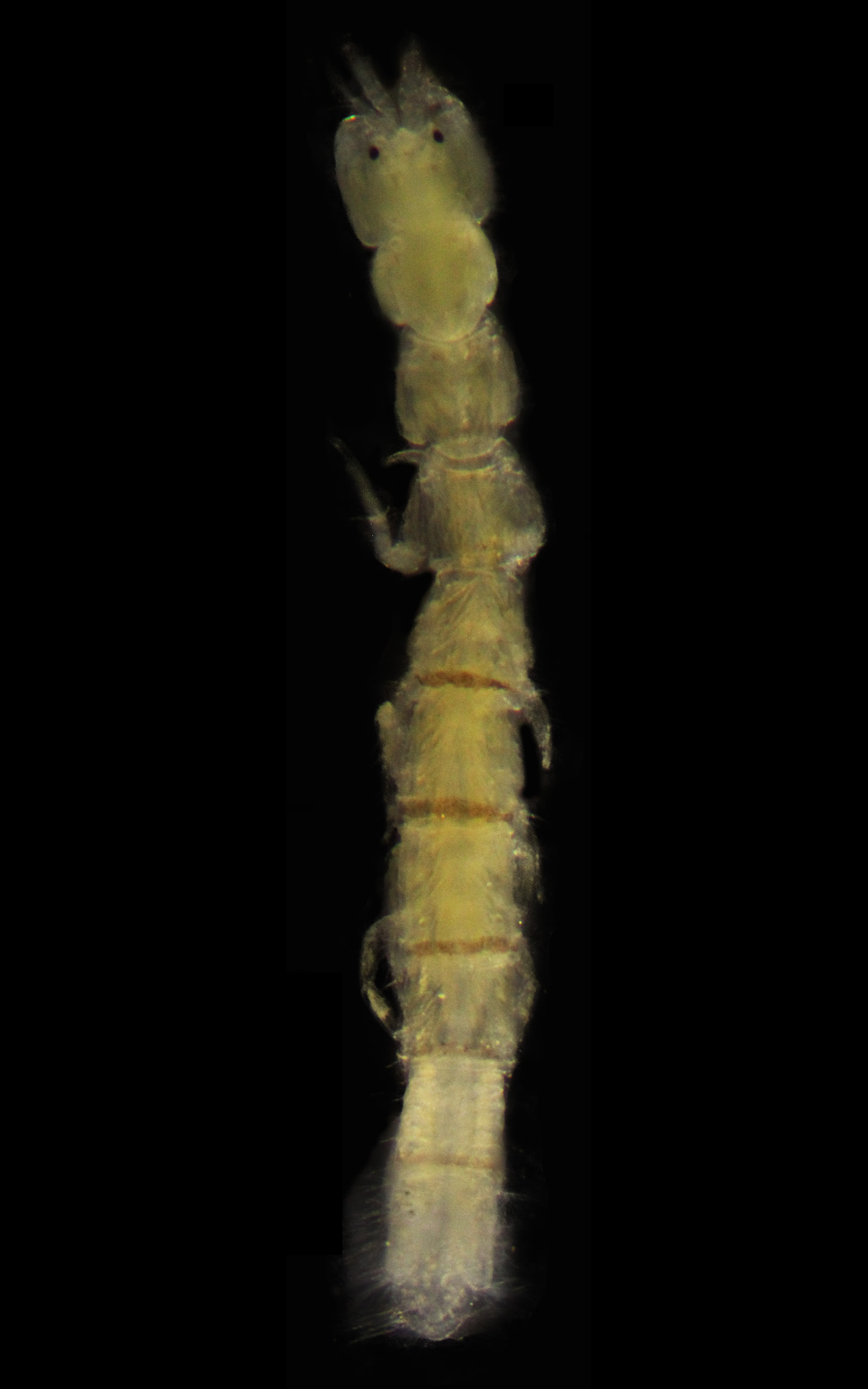
Amakusanthura guerrerensis
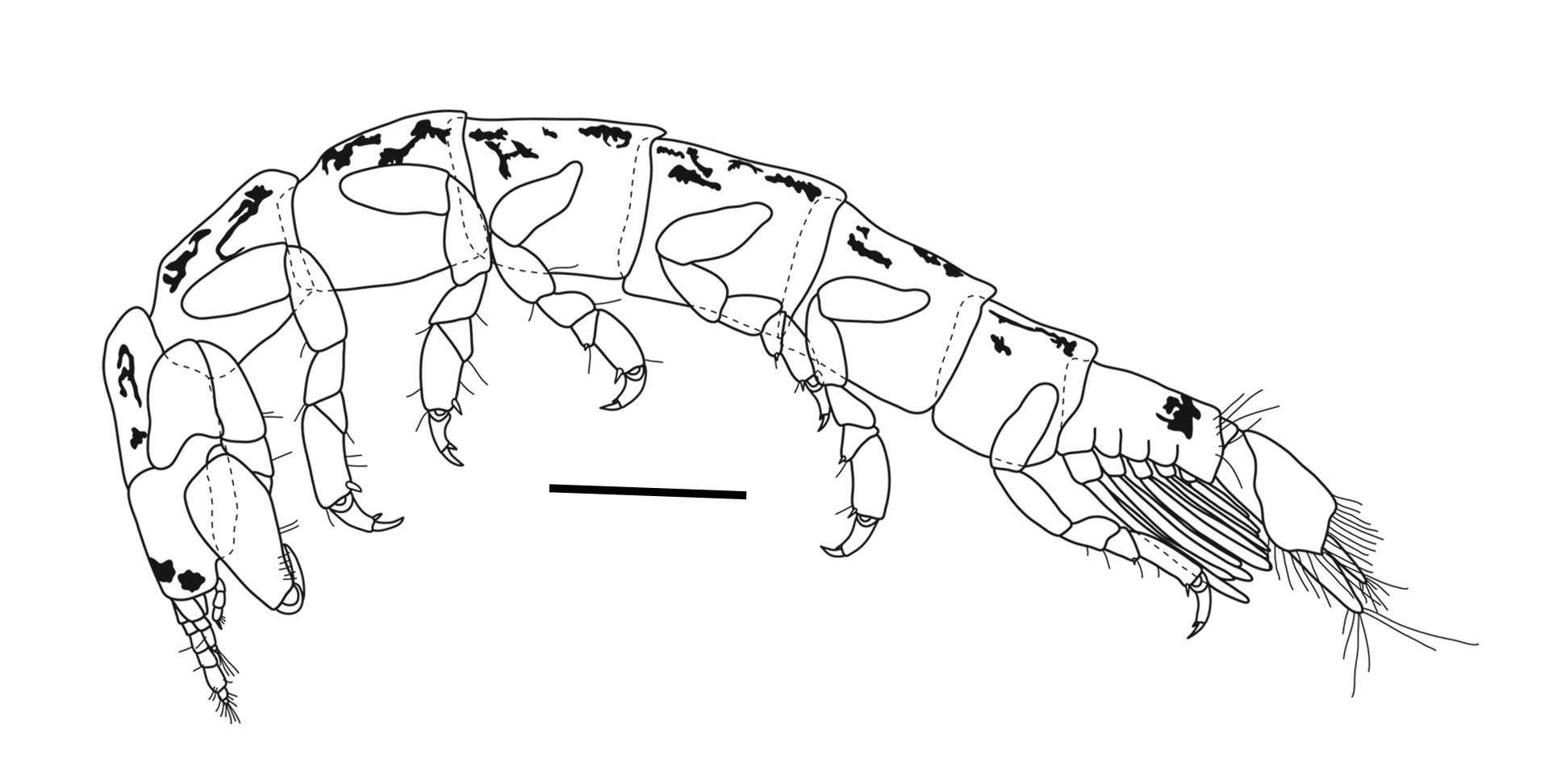
Apanthura stocki
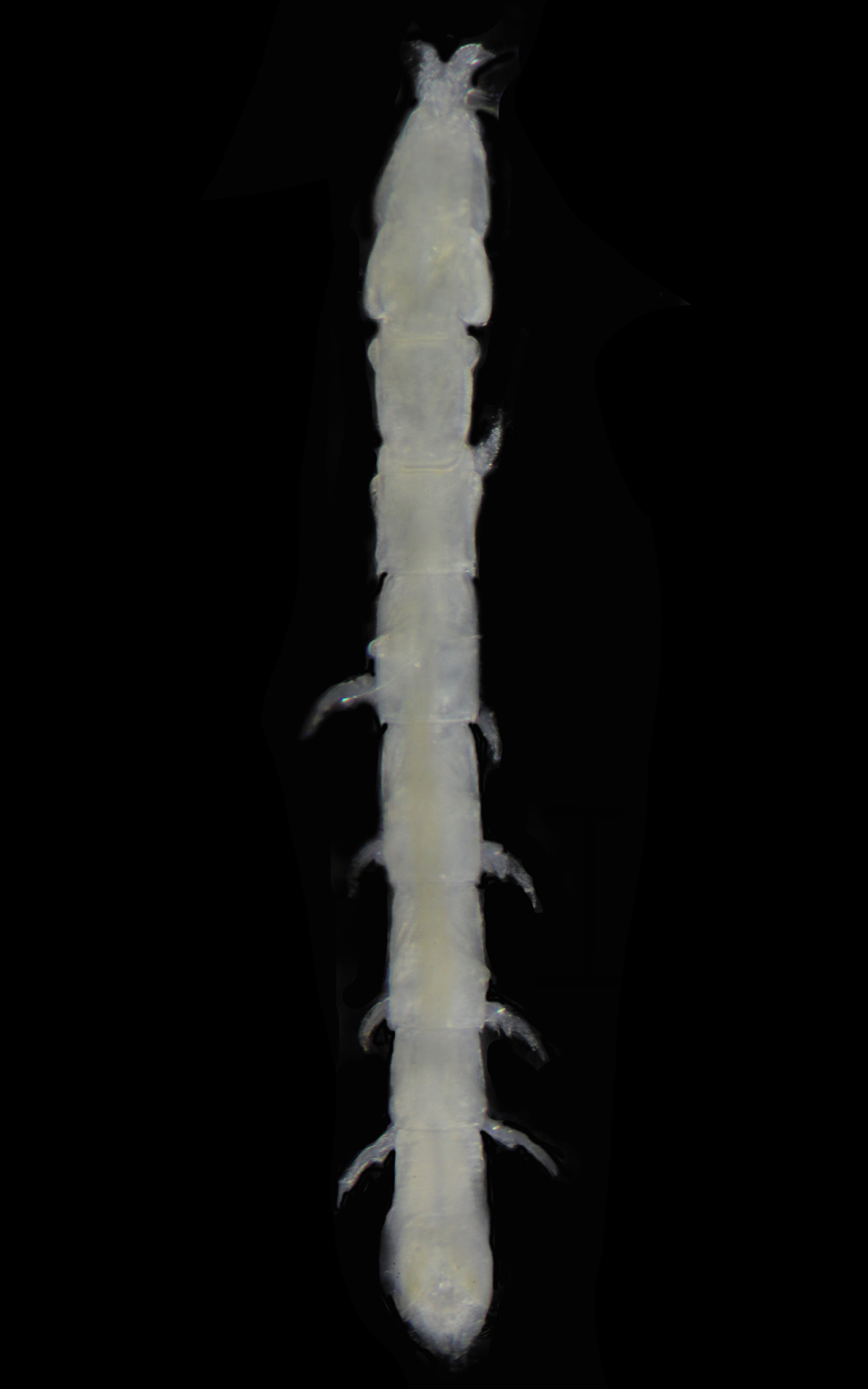
Cortezura caeca
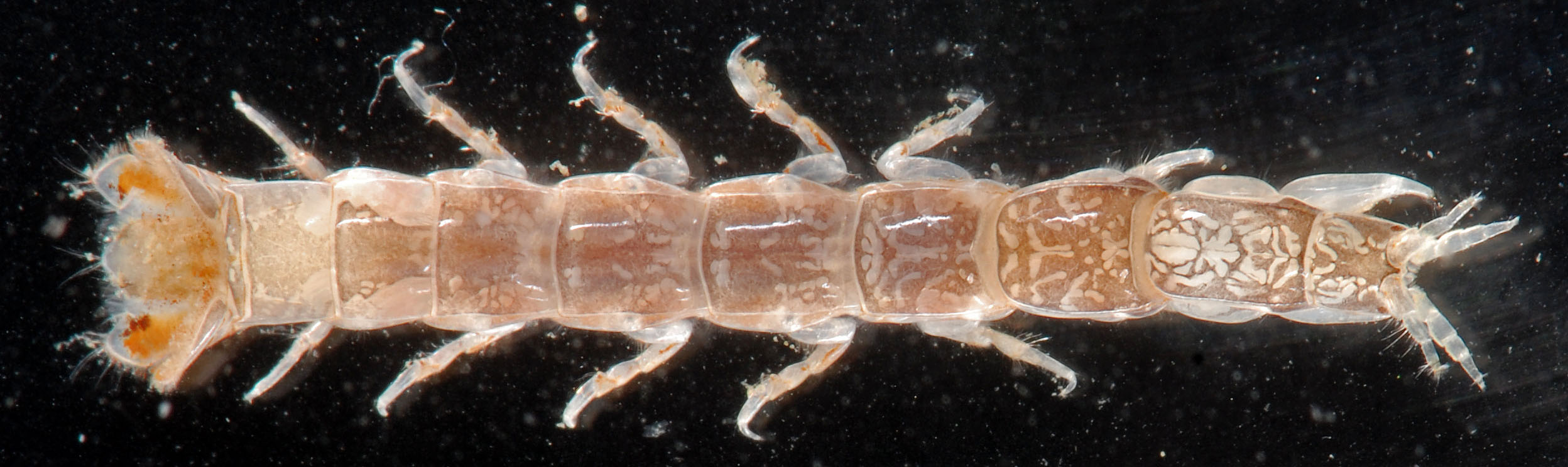
Cyathura polita
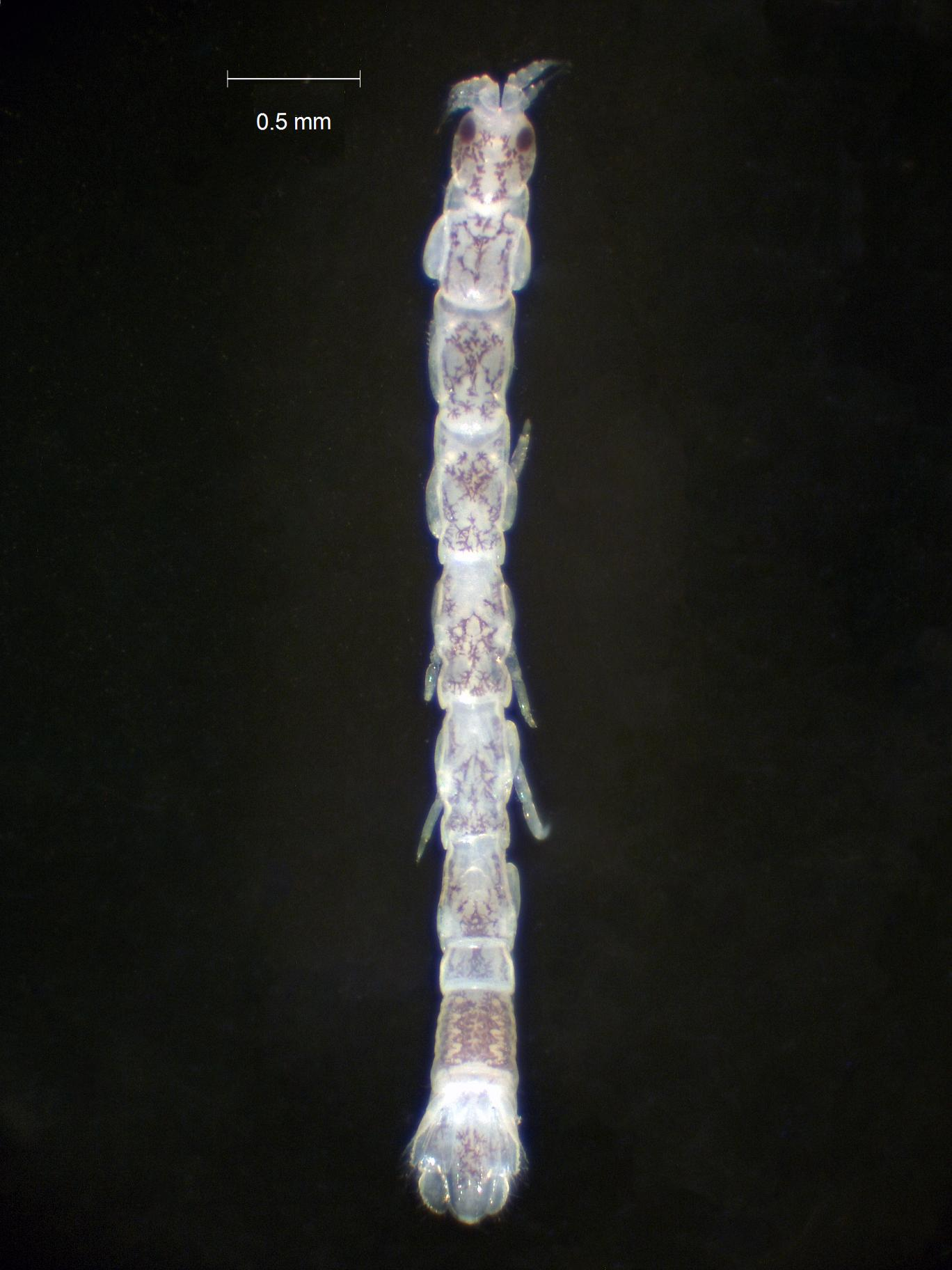
Haliophasma geminatum
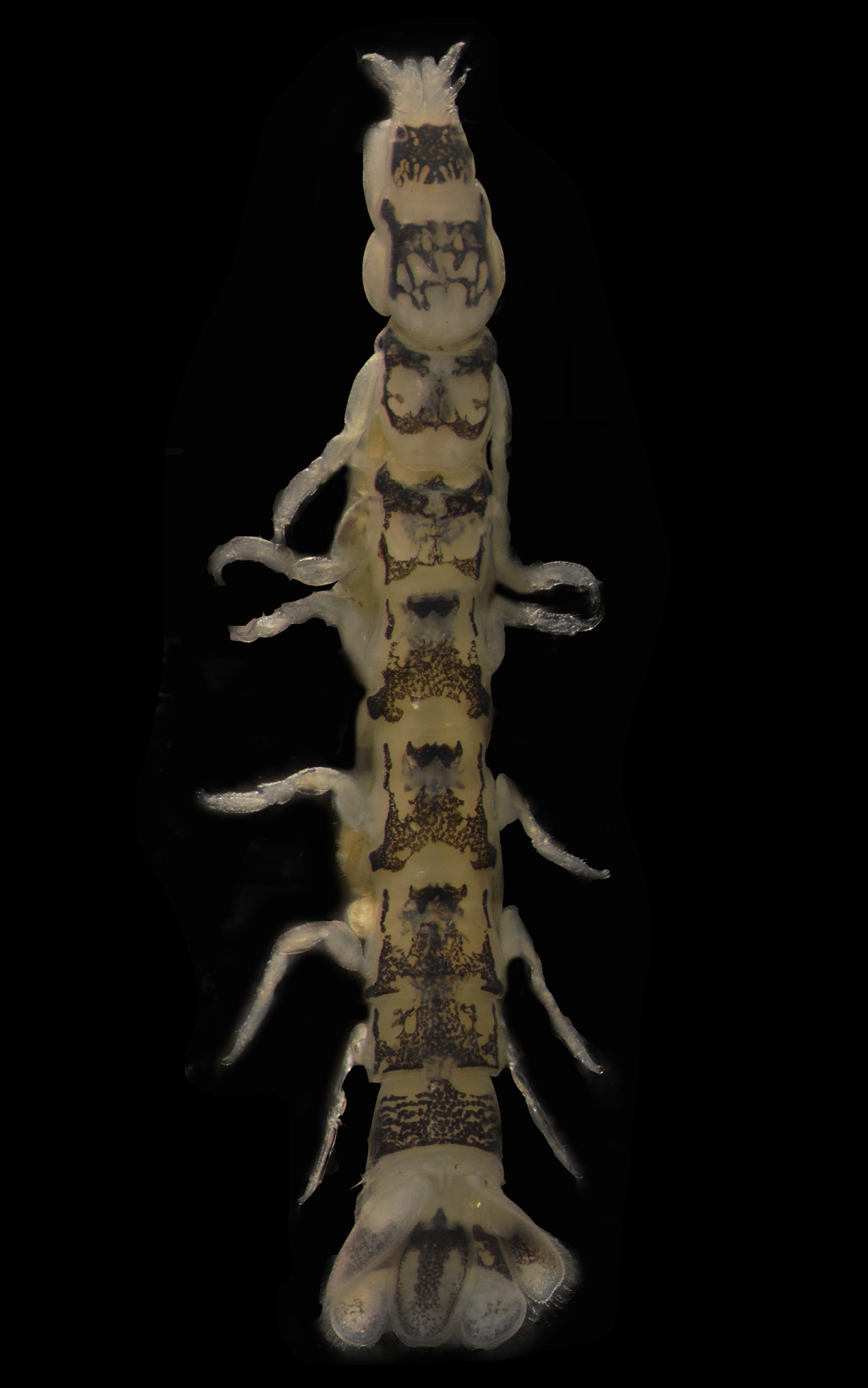
Mesanthura antenniformis
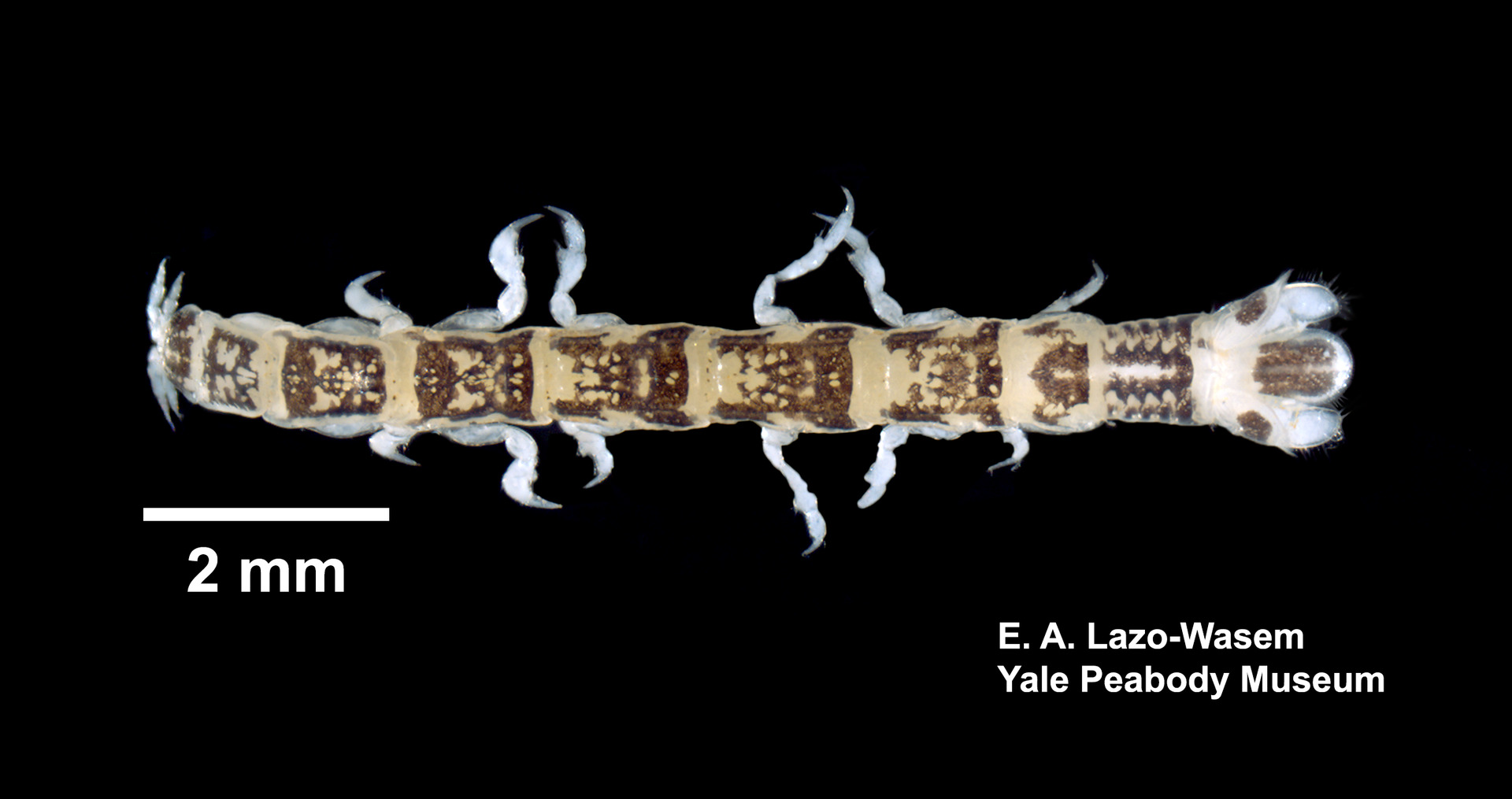
Ptilanthura tenuis
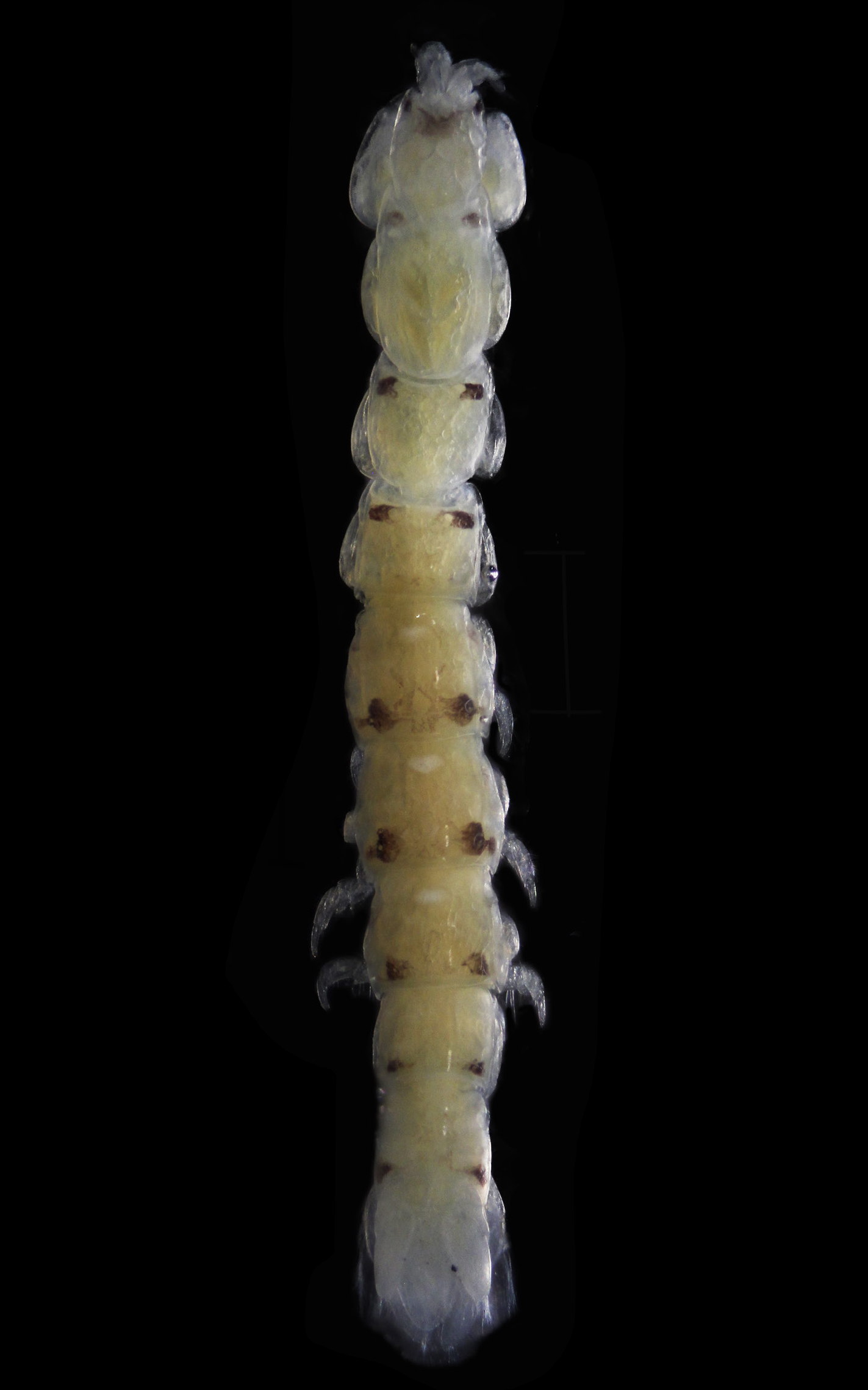
Skuphonura oaxaquensis
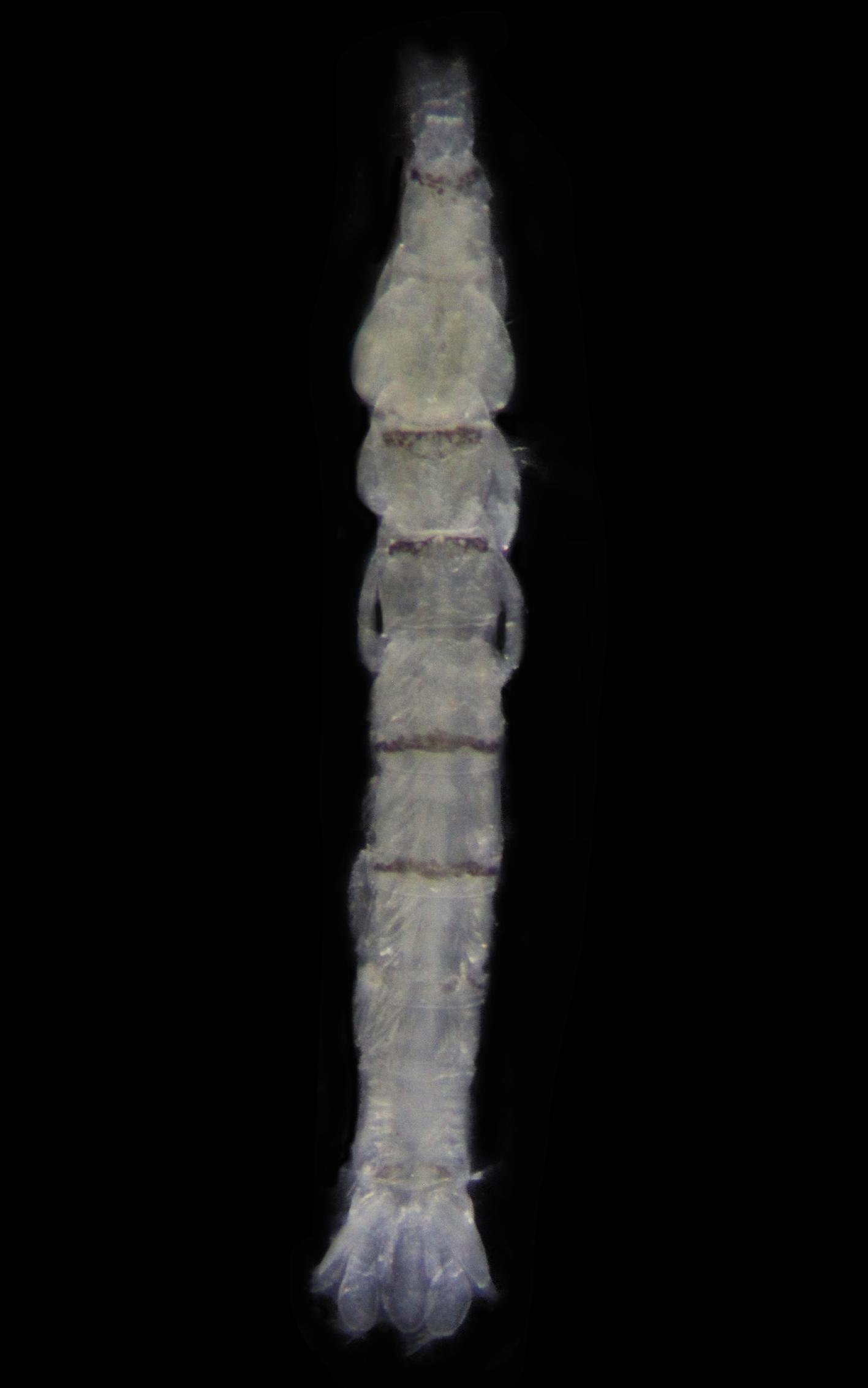
Tinggianthura mexicana

## Systématique
Le nom valide complet (avec auteur) de ce taxon est Anthuridae Leach, 1814.
Anthuridae a pour synonyme :
- Anthurinae Leach, 1814

## Publication originale
- (en) W.E. Leach, « Crustaceology », in D. Brewster, (ed.), The Edinburgh Encyclopaedia. Balfour, Edinburgh, (1813-1815), vol. 7, n. 1, p. 383–384 [1813], vol. 7, n. 2, p. 383–384, p. 765–766 [1814], vol. 9, n. 1 pl. CCXXI [1815] (lire en ligne)